# Шипохвості ігуани
Шипохвості ігуани (Hoplocercidae) — родина ящірок з підряду Ігуаноподібні. Має 3 роди, 19 видів. Інша назва «деревні південноамериканські ящірки». Раніше зараховували до родини ігуанових.

## Опис
Загальна довжина представників цієї родини коливається від 10 до 16 см. Голова помірно широка. Очі середнього розміру. Вилична та луската кістки не поєднані одна з одною. Верх тім'яної кістки має трапезеподібну форму. Зуби на обох щелепах плевродонтні, на піднебінній кістці відсутні. Тулуб кремезний. Черево може бути гладким. Хвіст шипастий, який ці ящірки використовують для захисту.
Забарвлення зазвичай зеленувате з різними відтінками.

## Спосіб життя
Воліють до вологих (Enyalioides, Morunasaurus) та сухих лісів (Hoplocercus). Ведуть риючий спосіб життя, здатні виривати невеличкі нори. Живляться сараною, термітами та жуками.
Є яйцекладними ящірками.

## Розповсюдження
Мешкає у Панамі, Колумбії, Еквадорі та Перу.

## Роди
- Enyalioides
- Hoplocercus
- Morunasaurus